# Malachi Richardson
Pour les articles homonymes, voir Richardson.
Malachi Richardson, né le 5 janvier 1996 à Trenton, New Jersey, est un joueur américain de basket-ball. Il évolue au poste d'arrière.

## Biographie
Le 22 mai 2016, il annonce sa candidature à la draft 2016 de la NBA. Il est choisi par les Kings de Sacramento en 22e position.
En février 2018, il est échangé contre Bruno Caboclo des Raptors de Toronto.
Le 6 février 2019, il est envoyé aux 76ers de Philadelphie. Le 7 février 2019, il est coupé par la même franchise.
Il rejoint le Fortitudo Bologna, en première division italienne, au début de la saison 2021-2022 mais quitte le club en novembre.
Richardson part ensuite jouer dans le championnat polonais, d'abord avec le Wilki Morskie Szczecin (en) lors de la saison 2021-2022, puis avec le GTK Gliwice (en) à partir de décembre 2022.

## Statistiques

### Universitaires
Les statistiques en matchs universitaires de Malachi Richardson sont les suivantes :
| Saison    | Équipe   | Matchs | Titul. | Min./m | % Tir | % 3pts | % LF | Rbds/m. | Pass/m. | Int/m. | Ctr/m. | Pts/m. |
| --------- | -------- | ------ | ------ | ------ | ----- | ------ | ---- | ------- | ------- | ------ | ------ | ------ |
| 2015-2016 | Syracuse | 37     | 37     | 34,4   | 36,9  | 35,3   | 72,0 | 4,27    | 2,08    | 1,16   | 0,27   | 13,41  |
| Total     |          | 37     | 37     | 34,4   | 36,9  | 35,3   | 72,0 | 4,27    | 2,08    | 1,16   | 0,27   | 13,41  |

## Palmarès
- McDonald's All-American (2015)